# Alicornops
Alicornops — вымерший род носорогов из трибы Aceratheriini. Он жил в Евразии в миоцене и раннем плиоцене.
Известно четыре вида. Два из них, Alicornops companatum и Alicornops laogouense, были недавно найдены на территории горного массива Сивалик в Пакистане.
Типовой вид Alicornops simorrense был относительно некрупным представителем трибы Aceratheriini с небольшим рогом, короткими трёхпалыми ногами и сильно изогнутыми нижними резцами.

## Виды
- Alicornops alfambrense
- Alicornops complanatum
- Alicornops laogouense
- Alicornops simorrense